# 도리데역
도리데역(일본어: 取手駅, とりでえき)은 일본 이바라키현 도리데시에 있는 철도역이다.

이 역에서 남쪽으로 가면 지바현이다.

## 타는 곳

### 동일본 여객철도
| 1·2 | 조반 완행선 | 아비코·가시와·마쓰도·기타센주 방면 ○ 지하철 지요다 선 오테마치·가스미가세키·요요기우에하라·혼아쓰기 방면 (아침때와 저녁때만에 열차가 출발함) |
| 3·4 | ■ 조반선    | 가시와·마쓰도·기타센주·우에노·도쿄·시나가와 방면 (우에노도쿄라인)                                                                            |
| 4·5 | 조반 쾌속선 | 가시와·마쓰도·기타센주·우에노·도쿄·시나가와 방면 (이 역에서부터 출발하는 열차가 사용함)                                                      |
| 5·6 | ■ 조반선    | 쓰치우라·미토·가쓰타·다카하기 방면 |

### 간토 철도
| 7·8 | ■ 조소 선 | 모리야·미쓰카이도·시모다테 방면 |

## 역세권 정보
- 도네강
- 국도 제6호선
- 국도 제294호선

## 역사
- 1896년 12월 25일: 영업을 개시함.
- 1913년 11월 1일: 조소 선이 개통함.
- 1982년 11월 15일: 조반선이 이 역까지 복복선화됨.

## 인접역
| 동일본 여객철도 조반선                      | 동일본 여객철도 조반선 | 동일본 여객철도 조반선     |
| ------------------------------------------- | ---------------------- | -------------------------- |
| JJ 09 JL 31 덴노다이 시나가와 · 아야세 방면 | 조반선                 | 후지시로 이와키 방면       |
| JJ 07 가시와 시나가와 방면                  | 특별쾌속               | 후지시로 쓰치우라 방면     |
| 간토 철도 조소 선                           |                        |                            |
| 시·종착역                                   | 쾌속 보통              | 니시토리데 미쓰카이도 방면 |